# Nicolás Mondjo
Nicolás Mondjo (Fort Rousset, 24 de junio de 1933-París, 20 de enero de 1996) fue un diplomático y político congoleño, que se desempeñó como Ministro de Relaciones Exteriores de ese país.

## Biografía
Nació en junio de 1933, en la ciudad de Owando, en el centro de la República del Congo, cuando aún era se llamaba Fort Rousset. Primero comenzó trabajando como empleado judicial en varios tribunales del Congo Francés y del Chad Francés. Después de esto, asistió a la Seccional de Asuntos Territoriales, Administrativos y Financieros del Institut des hautes études d'Outre-Mer, en París, donde se formaban los funcionarios y administradores coloniales.
Tras terminar sus estudios en Francia, regresó al Congo y fue nombrado como prefecto de la región de Sangha. A esto le siguió su nombramiento como prefecto de la región de Djoué, contigua a Brazzaville. En 1963 pasó a ser director de gabinete del Ministerio del Interior, durante el gobierno del presidente Fulbert Youlou. Al año siguiente, en 1964, tras la revuelta que derrocó al Gobierno de Youlou, comenzó su carrera diplomática al ser designado como segundo embajador de la República del Congo en Francia por el nuevo presidente, Alphonse Massamba-Débat.
Permaneció en el cargo de Embajador en Francia hasta enero de 1968, cuando regresó al Congo y fue designado Ministro de Relaciones Exteriores. Mantuvo el cargo durante los gobiernos de Alfred Raoul y Marien Ngouabi hasta junio de 1970, cuando, al ser considerado demasiado moderado para el nuevo gobierno comunista de la República Popular del Congo, fue trasladado al cargo de Representante Permanente de la República Popular del Congo ante la Organización de Naciones Unidas en Nueva York. Simultáneamente ocupó el cargo de Embajador en Canadá, a lo que se le sumó el cargo de Embajador en Estados Unidos en 1977. Ocupó los tres cargos hasta 1985.
También se desempeñó como Director del Gabinete del Presidente de la República, entre 1969 y 1970, miembro del Consejo de Estado de la República del Congo, delegado a la Asamblea General de las Naciones Unidas, entre 1967 y 1968, y entre 1970 y 1974, delegado Jefe ante la Asociación de la Comunidad Económica Europea y los Estados Africanos y Malgaches, Representante a la Conferencia de Jefes de Estado y de Gobierno de África Central y Oriental, Delegado Jefe a la Conferencia de Ministros de Relaciones Exteriores, Organización para la Unidad Africana, en Adís Abeba, Representante Permanente del Congo ante la Comunidad Económica Europea, en Bruselas en 1966, y Prefecto interino de la región de Brazzaville.
Tras el final de su mandato como embajador, en 1985, se quedó en el extranjero. Falleció en París en enero de 1996.

### Vida personal
Es el padre del Ministro de Defensa Charles Richard Mondjo.